# NGC 1202
NGC 1202 este o emission-line galaxy⁠(d) situată în constelația Eridanul. A fost descoperită în 1886 de către Ormond Stone⁠(d).